# Inga macrantha
Inga macrantha är en ärtväxtart som beskrevs av Johnston. Inga macrantha ingår i släktet Inga och familjen ärtväxter. IUCN kategoriserar arten globalt som sårbar. Inga underarter finns listade i Catalogue of Life.